# Vic Preston Sr
Vic Preston Sr, mort par arme à feu à Nairobi fin septembre 1998, est un ancien pilote de rallyes, de nationalité kényane mais d'origine britannique.

## Biographie
Ce coureur débute dans des courses motocyclistes, souvent en courses de côtes, sur les pistes défoncées du Kenya.
Il participe dès sa 1re édition au Rallye du Kenya du Couronnement en 1953, épreuve pionnière sillonnant alors les piste de trois pays différents: Kenya, Ouganda et ex-Tanganyika (future Tanzanie). 
Son fils, Vic Preston Jr, 2e en 1978 et 3e en 1980, né le 20 novembre 1950, est également devenu coureur automobile, de 1968 à 1990.
Le copilote (auparavant pilote) de son père, D P Marwaha, fut nommé Président d'Honneur du Comité de course de l'édition 2009 de l'East African Safari "Classic" Rally (rallye historique). Marwaha fut aussi pilote lors de l'édition 1956 du rallye, alors sur Simca, avec son frère, remportant cette année-là le Prix de la course par équipes. 

## Palmarès
- 2e Coronation Safari Rally du Kenya: 1954, sur Volkswagen Coccinelle (copilote son compatriote D P Marwaha);
- 3e Coronation Safari Rally du Kenya: 1955, sur Ford Zephyr Mark-I (copilote D P Marwaha);
- Vainqueur de Classe C du 1er Coronation Safari du Kenya en mai 1953, sur Tatra T-600 (comme copilote alors de D P Marwaha).